# St. Michaelis (Groß Munzel)

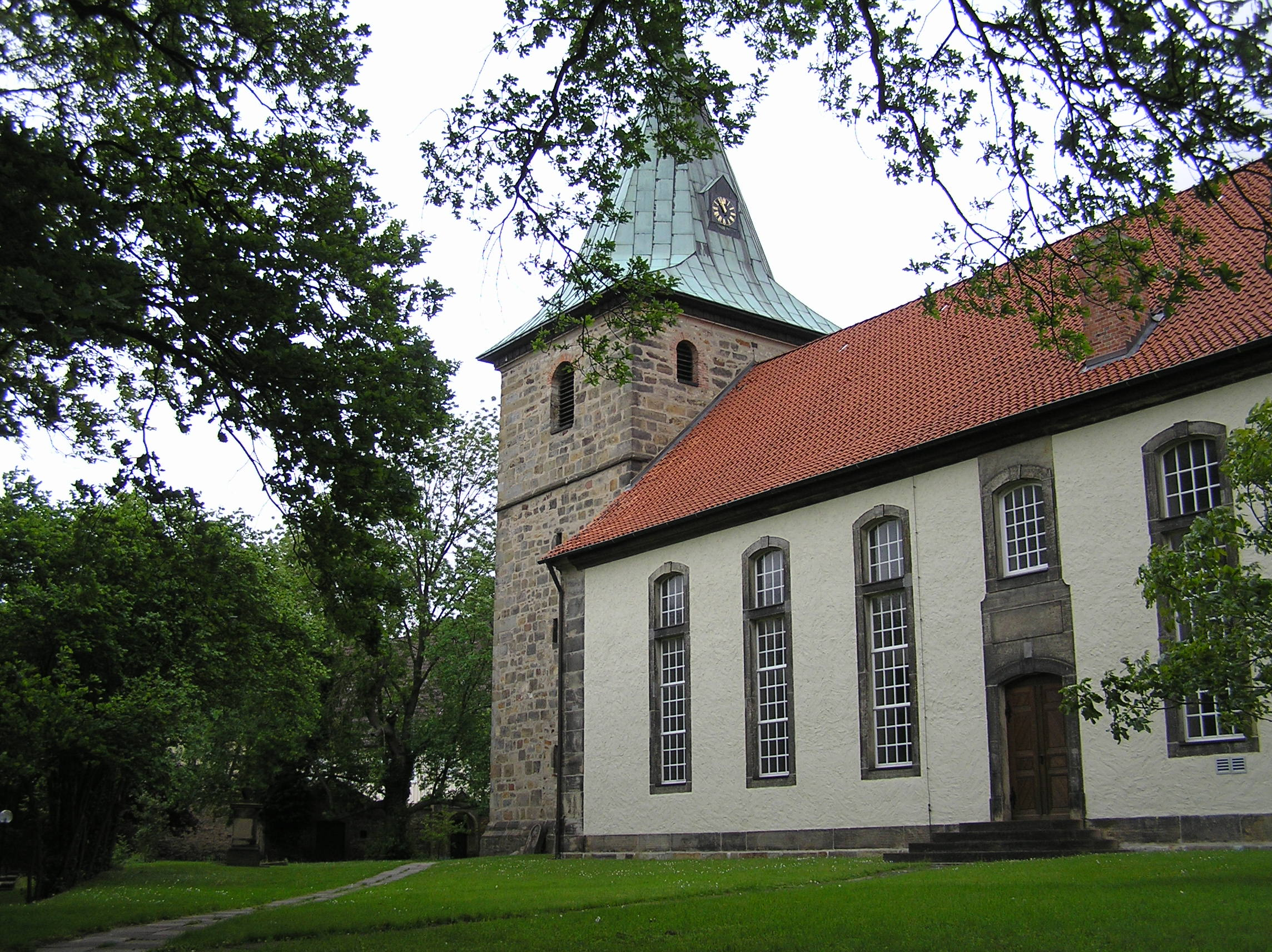
St.-Michaelis-Kirche in Groß Munzel

Die St.-Michaelis-Kirche in Groß Munzel, einem Ortsteil der Stadt Barsinghausen nahe Hannover, wurde zwischen 1801 und 1804 wieder aufgebaut, nachdem sie bei einem Dorfbrand 1787 völlig abgebrannt war. Sie befindet sich Am Steinhof 2 und gehört zur Region Süd-Land im evangelisch-lutherischen Kirchenkreis Neustadt-Wunstorf.
Die Kirche ist im Inneren hell gehalten und verfügt über eine umlaufende Empore über den Seitenschiffen. Im westlichen Bereich ist die Empore der Orgel mit einbezogen. Auf dem Altar steht eine Plastik, die das letzte Abendmahl Jesu mit seinen Jüngern darstellt. Eine mannsgroße Holzskulptur über den Kampf des Erzengels Michael, der Luzifer in Drachengestalt bezwingt, steht am Nordausgang des Kirchenschiffs. Der Taufstein aus dem 15. oder 16. Jahrhundert soll mündlicher Überlieferung nach bereits als Kuhtränke auf einer Holtenser Weide, als Blumentopf im Wunstorf-Kolenfelder Pfarrgarten gedient haben, bevor er wieder seinen ursprünglichen Platz in der Kirche fand.

## Orgel
Die Orgel wurde 1878 von dem Orgelbauer Furtwängler erbaut. Das Instrument hat 21 Register auf zwei Manualen und Pedal. Die Spiel- und Registertrakturen sind mechanisch.
| I Hauptwerk C–f3 |     |
| Bordun           | 16′ |
| Principal        | 8′  |
| Gamba            | 8′  |
| Hohlflöte        | 8′  |
| Octave           | 4′  |
| Octave           | 2′  |
| Mixtur IV        |     |
| Trompete         | 8′  |

| II Schwellwerk C–f3 |             |
| Lieblich Gedackt    | 16′ (ab c0) |
| Geigenprincipal     | 8′          |
| Salicional          | 8′          |
| Gedacktflöte        | 8′          |
| Flute harmonique    | 4′          |
| Gemshorn            | 4′          |
| Oboe                | 8′          |

| Pedal C–e1    |     |
| Subbass       | 16′ |
| Violon        | 16′ |
| Principalbass | 8′  |
| Gedacktbass   | 8′  |
| Octavbass     | 4′  |
| Posaune       | 16′ |

- Koppeln: II/I, I/P, II/P
- Spielhilfen: Kalkant, Evakuant, Tutti